# مقاطعة آيرتاي
آيرتاي ((بالقازاقية: Айыртау ауданы)‏، Aıyrtaý aýdany) هي مقاطعة كازاخستانية تقع في أوبليس كازاخستان الشمالي شمالي كازاخستان.المركز الإداري للمنطقة هو قرية سامالكول. بلغ عدد سكان المقاطعة حسب إحصائيات عام 2013 حوالي 41234 نسمة.